# Lago Itans
O lago Itans é um lago localizado entre os municípios de Matinha e Viana, na Baixada Maranhense. 
A Baixada Maranhense é uma região formada por um relevo plano ou suavemente ondulado, com áreas rebaixadas que são inundadas no período chuvoso, além de diversos lagos formados pela atuação dos baixos cursos dos rios Grajaú, Pindaré, Mearim e Pericumã (lagos de inundação).
O lago Itans faz parte do sistema lacustre dos rios Mearim e Pindaré, sendo o primeiro lago a receber os fluxos e sedimentos vindos da reentrância do lago Aquiri. Faz parte de um conjunto de pequenos lagos (como o Jacaré, o Laguinho e o Gitiba) localizados entre as planícies de inundação das reentrâncias de Belém e Coqueiro e da grande planície de inundação do rio Mearim.
As inundações ocorrem normalmente entre os meses de fevereiro a maio. Por vezes, a inundação pode ser antecipada em janeiro ou se estender até junho ou julho. Quando o lago completa seu ciclo de inundação, passa a funcionar como um eixo de distribuição, lançando seu excedente hídrico em direção ao norte, na reentrância Coqueiro, à noroeste na reentrância Belém e à leste na região do lago Gitiba, sistema que se inverte quando as cheias cessam.